# Col·linsita
La col·linsita és un mineral de la classe dels fosfats que pertany al grup de la collinsita, ara classificat dins del Supergrup de la kröhnkita. Rep el seu nom en honor del geòleg canadenc Henry Collins (1878 – 1937), qui va ser director del Servei Geològic del Canadà.

## Característiques
La col·linsita és un fosfat de fórmula química Ca₂Mg(PO₄)₂·2H₂O. Cristal·litza en el sistema triclínic en cristalls en làmines o prismàtics, de fins a 2 cm; també en agregats fibrosos globulars i en masses botrioidals en capes concèntriques. La seva duresa a l'escala de Mohs és de 3 a 3,5.
Segons la classificació de Nickel-Strunz, la col·linsita pertany a «08.CG - Fosfats sense anions addicionals, amb H₂O, amb cations de mida mitjana i gran, RO₄:H₂O = 1:1» juntament amb els següents minerals: cassidyita, fairfieldita, gaitita, messelita, parabrandtita, talmessita, hillita, brandtita, roselita, wendwilsonita, zincroselita, rruffita, ferrilotharmeyerita, lotharmeyerita, mawbyita, mounanaïta, thometzekita, tsumcorita, cobaltlotharmeyerita, cabalzarita, krettnichita, cobalttsumcorita, niquellotharmeyerita, manganlotharmeyerita, schneebergita, nickelschneebergita, gartrellita, helmutwinklerita, zincgartrel·lita, rappoldita, fosfogartrel·lita, lukrahnita, pottsita i niqueltalmessita.

## Formació i jaciments
La col·linsita és un producte secundari de la meteorització que està típicament incrustat en altres minerals. Ha estat trobada a Alemanya, Austràlia, Àustria, les Bahames, el Brasil, el Canadà, els Estats Units, el Marroc, Namíbia, Noruega, Romania, Rússia, Sèrbia, i Sud-àfrica. A Espanya ha estat trobada a la pedrera Julita, a Salamanca. Als territoris de parla catalana ha estat trobada a Gavà, a la província de Barcelona i a Mallorca.